# Dime (Laura Pausini)
Dime è un brano musicale della cantante italiana Laura Pausini eseguito in duetto con il cantautore di flamenco francese José el Francés.
È il 3º ed ultimo singolo estratto solo in Spagna nel 2002 dall'album Lo mejor de Laura Pausini - Volveré junto a ti del 2001.

## Il brano
La musica e il testo sono composti da José Rodríquez Vázquez.
Il brano non viene tradotto in lingua italiana.
Il brano viene trasmesso in radio in Spagna; non viene realizzato il videoclip.

## Tracce
CDS - Promo 03204 Warner Music Spagna
1. Dime (duetto con José el Francés)

Download digitale
1. Dime (duetto con José el Francés)

## Pubblicazioni
Dime viene inserita anche nell'album di José el Francés Jugando al amor del 2002.